# Johann Theodor Mosewius

Johann Theodor Mosewius

Johann Theodor Mosewius, auch Johann Theodor Mosevius (Geburtsname „Moses“) (* 25. September 1788 in Königsberg; † 15. September 1858 in Schaffhausen, Schweiz), war ein deutscher Opernsänger (Bass), Chorleiter und Musikdirektor der Universität Breslau.

## Leben
Mosewius wuchs als Sohn eines wohlhabenden Handwerkers auf, der im Königsberger Vorort Steindamm eine Drahtzieher-Werkstatt betrieb. Früh erkannte und förderte er die Begabung seines Sohnes, der Unterricht im Violinspiel erhielt und das Altstädtische Gymnasium besuchte. Als die Gymnasialzeit beendet war, durfte der 17-Jährige als Chorist beim Königsberger Theater mitwirken.
Nach einem Jurastudium ließ er sich als Opernsänger (Bass) ausbilden und gehörte unter der Direktion von August von Kotzebue (1814–1816) dem Königsberger Ensemble an. Später wechselte er nach Breslau, wo er bis zu seinem Zerwürfnis mit dem Theaterpächter Gottlob Benedict Bierey und dem Tod seiner Frau als Sänger und Schauspieler auftrat.
Nach dem Vorbild Carl Friedrich Zelters und dessen Sing-Akademie zu Berlin gründete Mosewius ein solches Institut 1825 auch in Breslau mit zunächst 26 Mitgliedern, bereits ein halbes Jahr später führte der Chor unter seiner Leitung Händels Oratorium Samson auf.
Ein Jahr nach Mendelssohns Wiederaufführung von Bachs Matthäuspassion in Berlin studierte Mosewius sie in Breslau 1830 mit überwältigendem Erfolg ein. Als Dirigent und Forscher nahm er sich der Popularisierung Bachs an, und Breslau wurde zu einem der wichtigsten Zentren der Bachpflege bis 1945.
Nach Gründung der Singakademie, die teilweise zugleich neben der Breslauer Liedertafel bestand, wurde er Gesangslehrer bzw. Universitätsmusikdirektor (1827/1832), Leiter des Akademischen Instituts für Kirchenmusik (1831), und Gründer des Musikalischen Cirkels für die Aufführung geistlicher Musik (1834). Das Institut führte sowohl italienische Oratorien als auch solche von Mendelssohn, Carl Loewe, Louis Spohr, Adolf Bernhard Marx und anderen auf. In Breslau schloss er sich der Freimaurerloge „Friedrich zum goldenen Zepter“ an.
Mosewius führte kurz nach seinem Abschied vom Breslauer Theater am 16. Dezember 1825 erstmals Teile des Franz Schubertschen Liederzyklus Die schöne Müllerin im Rahmen einer musikalischen Abend-Unterhaltung in der Breslauer großen Provinzial-Ressource auf.
Mosewius erlangte internationale Anerkennung durch seine Aktivitäten und Schriften, bereits in seiner Theaterzeit hatte er stets engen Kontakt zu einflussreichen Journalisten (in Breslau etwa Karl Schall) gesucht.
Johann Theodor Mosewius starb an einem Schlaganfall auf der Rückreise von einem Erholungsurlaub in der Schweiz und wurde in Schaffhausen beigesetzt.

## Familie
Verheiratet war Mosewius seit 19. Mai 1810 mit der Sängerin Sophie Wilhelmine, geb. Müller (1792–1825), die 1805 in Berlin debütiert hatte und anschließend eine Anstellung in Königsberg erhielt, sich 1810–1812 in Berlin aufhielt und seit 1816 in Breslau engagiert war. Das Paar hatte mehrere Kinder, von denen einige früh verstarben. Die älteste überlebende Tochter war die Sängerin und Malerin Marie Amalia, genannt Emilie Mosewius (1816–1893), die zeitlebens unverheiratet blieb und viele Jahre in Berlin, später in Dresden als Porträtmalerin lebte. Die zweitälteste Tochter Anna heiratete 1849 den Mosewius-Schüler und Pastor in Rackwitz, Gottlieb Überscheer, der am 22. Mai 1858 in geistiger Umnachtung starb. Ein Sohn Julius Albert Max Mosewius (1823–1872) verstarb als Gesangslehrer in Reval.
Im Jahr 1853 ging Johann Theodor Mosewius eine zweite Ehe mit einer seiner Schülerinnen ein. Aus dieser Ehe sind keine Nachkommen bekannt.

## Sonstiges
- Zum 25-jährigen Jubiläum der Gründung der Singakademie erhielt Mosewius 1850 von Friedrich Wilhelm IV. den Roten Adlerorden vierter Klasse.[10]
- Am 17. Mai 1850 wurde Johann Theodor Mosewius honoris causa von der Universität Breslau zum Dr. phil. promoviert.
- Sein Spitzname als auswärtiges Mitglied in der Wiener Künstlergesellschaft Ludlamshöhle lautet „Sebastiano da Solfeggio“.

## Schriften
- Michael Heinemann (Hrsg.): Johann Theodor Mosewius: Johann Sebastian Bachs Matthäus-Passion, musikalisch aesthetisch dargestellt. (Beigebunden: Johann Sebastian Bach in seinen Kirchen-Cantaten und Choralgesängen.) Reprint der Ausgaben 1845/52, Hildesheim 2001.